# Kudoa crumena
Kudoa crumena is een microscopische parasiet uit de familie Kudoidae. Kudoa crumena werd in 1967 beschreven door Iversen & van Meter. 